# Elemento de Propulsión y Energía
El Elemento de Propulsión y Energía o PPE (siglas del inglés Power and Propulsion Element) será el primer módulo de la futura Plataforma Orbital Lunar Gateway, en órbita lunar.

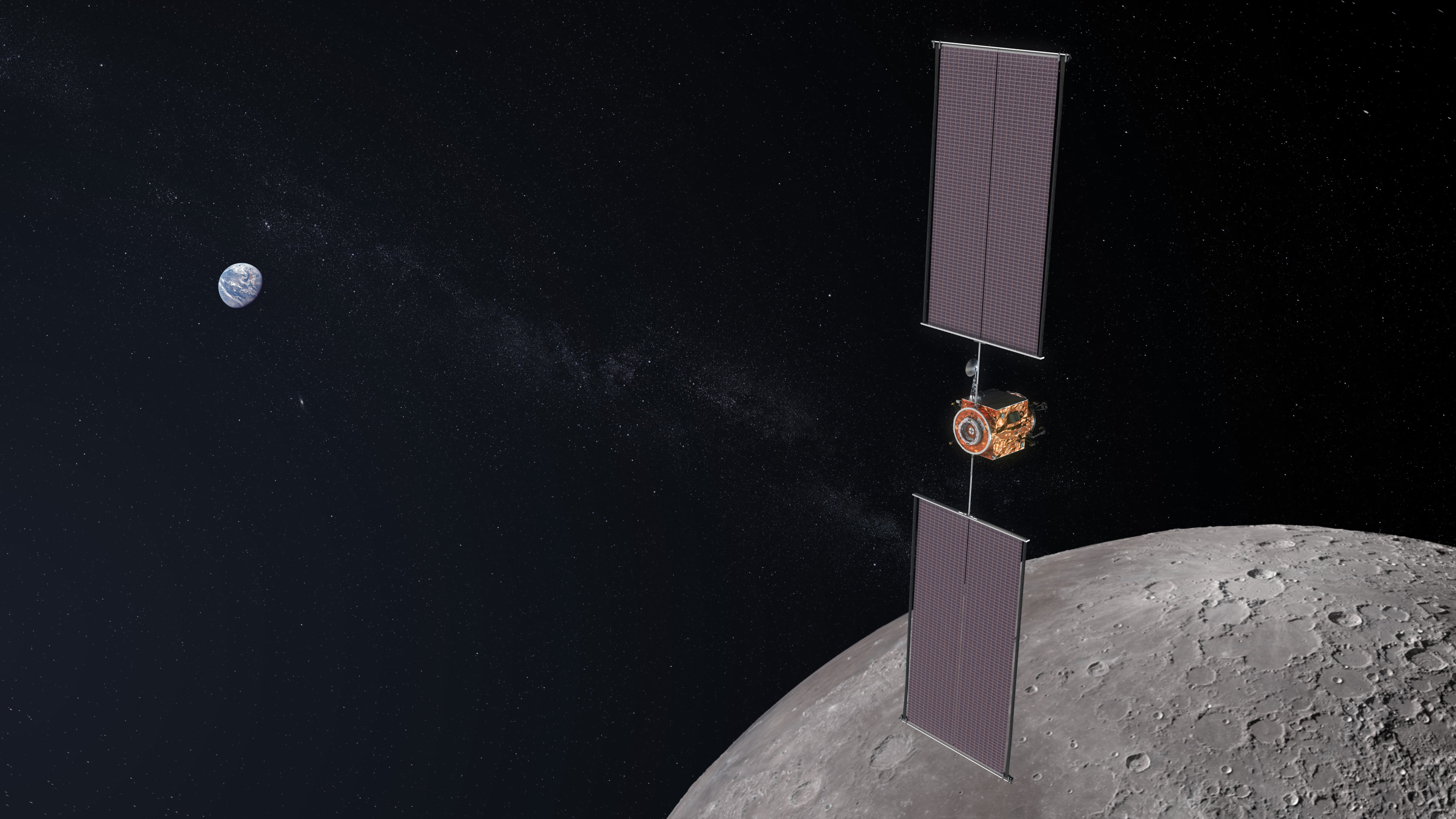
El PPE en órbita lunar con sus paneles solares desplegados

Está previsto su lanzamiento para 2024 y servirá para generar la energía necesaria para que astronautas puedan vivir en la estación, gracias a los paneles solares. Asimismo, servirá para propulsar la estación gracias a varios motores de iones.

## Historia

### Diseños preliminares

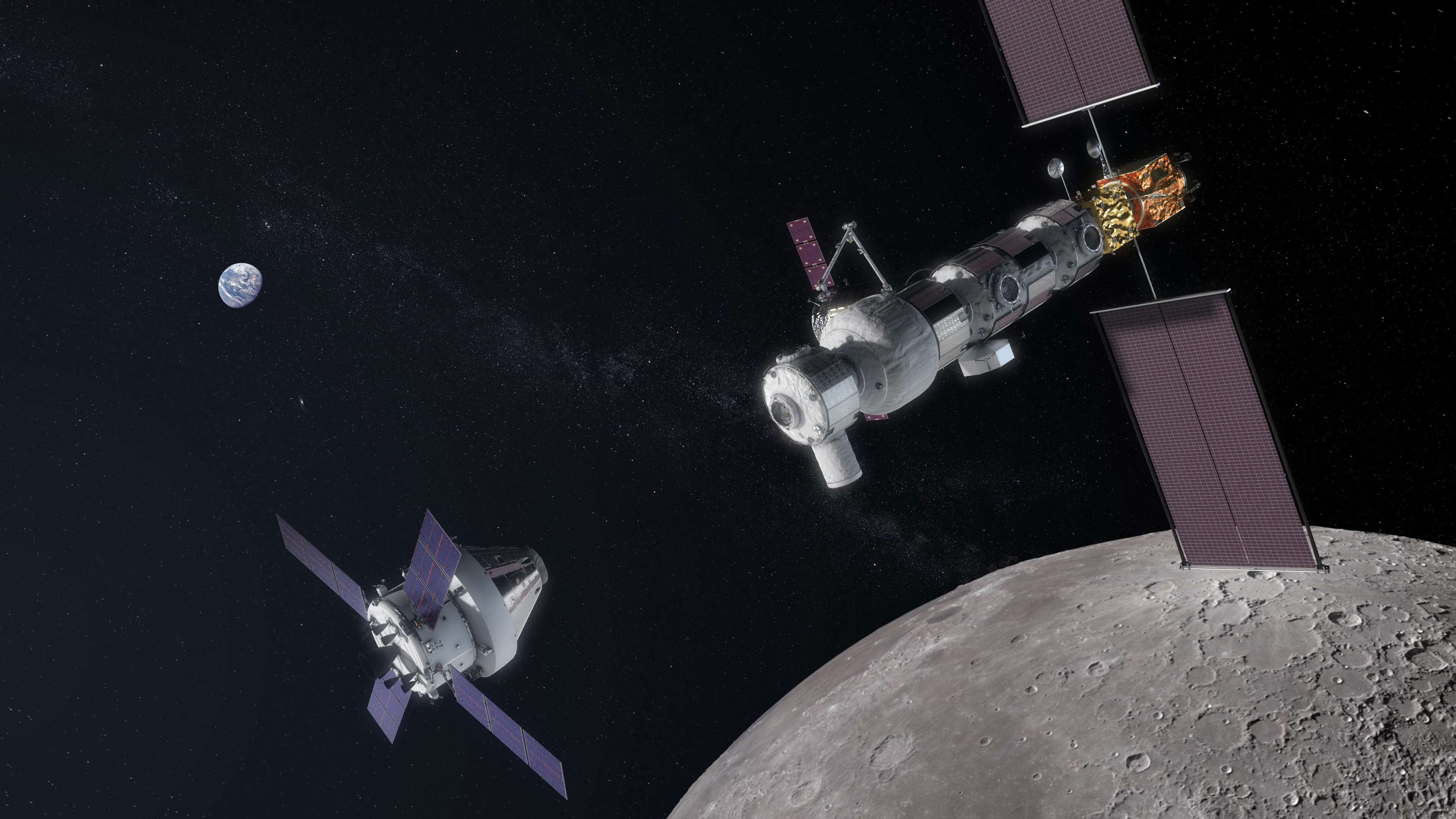
La estación Gateway en 2024, cuando la primera misión tripulada a la superficie tenga lugar. Véase el módulo PPE al fondo.

El 1 de noviembre de 2017, la NASA pidió a 5 compañías privadas la concepción de un diseño preliminar del módulo PPE. Las empresas que realizaron los estudios de concepción fueron: Boeing, Loockeed Martin, Orbital ATK, Sierra Nevada y Space Systems/Loral. Los estudios costaron un total de 2,4 millones de $.
El módulo propuesto debía disponer de un motor de iones capaz de generar 14 kW de potencia llamado "Advanced Electric Propulsion System (AEPS)". El motor es desarrollado por el Glenn Research Center, el Jet propulsion Laboratory de la NASA y por Aerojet Rocketdyne. Cuatro motores AEPS consumen la energía de unos 50 kW generada por los paneles solares del módulo.
El contrato se firmó en 2019 con Space Systems/Loral. Tras un año de demostración, la NASA firmará el contrato final para hacerse con el módulo. El módulo debe durar durante al menos 15 años. Su valor es de 375 millones de $.

### Lanzamiento y llegada a la Luna
El lanzamiento está previsto para 2024 en un cohete comercial. Tras 3 días de viaje, será el primer módulo de la futura estación.